# ミックスパイください
『ミックスパイください』は、1990年3月26日から1999年3月26日まで中部日本放送で放送されていた情報バラエティ番組。CBC会館1階フロントスタジオからの生放送、放送末期にはCBC放送センターからの生放送。

## 概要

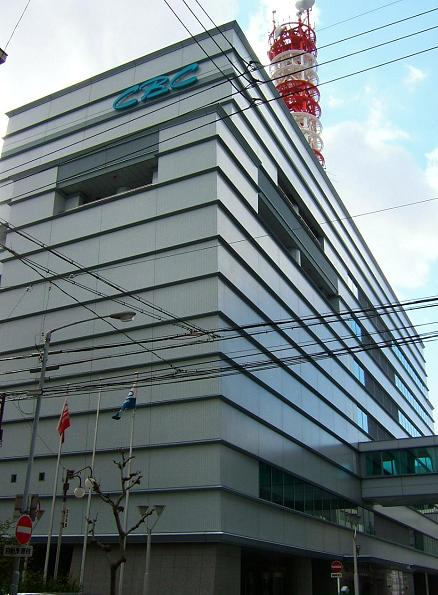
放送末期でスタジオが移転した先のCBC放送センター

当時としては珍しいローカル局自社製作の夕方ワイド番組で、9年間にわたって放送された長寿番組である。放送時間は、第1回放送から約8年半にわたって17:00 - 18:00 （日本標準時、以下同）だったが、1998年9月28日放送分からは16:50 - 18:00に拡大された。司会は、放送開始から終了まで一貫して小堀勝啓（当時CBCアナウンサー）が務めていた。
CBCでは1980年代前半の平日17時台に、若者向けのバラエティ番組『ぱろぱろエブリデイ』とその後番組である情報番組『夕焼けワイド510』を放送していたが、『夕焼けワイド510』が1983年に終了してからは、同時間帯はしばらくテレビドラマの再放送枠としていた。その後1989年10月2日より、同時間帯と平日18時台前半に放送していた『CBCニュースワイド』を合わせた計1時間半の枠を『CBCニュース通り』と銘打ち、このうち17時台に新番組『小堀勝啓の時代塾』と『ひとみ・ゆかりのSHINSEN通信』をスタートさせる。小堀が司会を務めていた『小堀勝啓の時代塾』は、『CBCニュース通り』のトップバッターとして17時台前半に放送。スタジオを置かず東海3県各地からの生中継で進行し、同局放送エリア内で活躍する有名無名の人々を紹介。対する17時台後半の『ひとみ・ゆかりのSHINSEN通信』は多田仁美と平野裕加里（いずれも当時CBCアナウンサー）の司会で、CBCのフロントスタジオから生活情報やタウン情報を伝えていた。
しかし、1990年春の改編で『JNNニュースの森』を立ち上げる際に、18時半からのJNN系列全国ニュース枠と18時からのローカルニュース枠が交換されることになり、『CBCニュース通り』が分断されることから半年足らずで枠が解体された。それに伴い、17時台には『小堀勝啓の時代塾』と『ひとみ・ゆかりのSHINSEN通信』を統合する形でこの『ミックスパイください』が誕生した。ただし番組第1回の3月26日から3月30日までの1週間は、『ニュースコープ』がまだ続いていたため『ニュース通り』の編成がそのまま引き継がれた。
番組は主に東海3県各地のタウン情報を伝える取材VTRコーナーと現場からの中継コーナー、ゲストに招いた芸能人たちとのトークコーナー、翌日と週間の気象情報を伝えるコーナーによって構成されていた。また、視聴者からのハガキやFAXの投稿を受け付けていた。
新譜・新刊などの発表に伴う全国プロモーションや、東海三県下で開催される公演やその告知などで来名した芸能人や文化人、有名制作者などが、ほぼ毎回ゲストとして出演していた。番組内には、小堀によるゲストとのトークコーナー「小堀勝啓的世界（コボリックワールド）」があり、ゲストの出演形態は事前収録したVTRによる同コーナーのみへの出演という場合もあったが、ほとんどの場合は生出演であり、同コーナーも含めてオープニングからエンディングまで通して出演する場合が多かった。また、日によってはゲストが2組以上に及ぶ場合もあった。ゲストの顔ぶれには、地元のベテラン女優・山田昌から、劇場の舞台に出演中の五木ひろしや中村玉緒、SMAP、Mr.Children、小堀と親交の深いTHE ALFEEなどのミュージシャン、アーティストも出演しているほか、当時の地方ローカル番組としては珍しく、淀川長治、宮崎駿、ジャッキー・チェンなどもプロモーションの一環として生出演している。
なお、番組タイトルには『おいしそうな具（情報）が詰まっている』雰囲気と、「ください」という視聴者を巻き込んだ番組作りを意識している。
コンセプトは「右足はバラエティ、左足はジャーナリズム」。
番組は9年にわたって続いたが、1999年春改編で本番組と『ニュースワイド』を統合した大型ワイド番組『ユーガッタ!CBC』を立ち上げるため、奇しくも第1回放送と同じ日付となった同年3月26日をもって終了した。

### スタジオ
この番組は、当時本社機能を擁していたCBC会館1階の広小路通（愛知県道60号名古屋長久手線）に面したガラス張りのスタジオ、通称「フロントスタジオ」から放送されていた。通行人は出演者たちを後方から眺めるという形ながら、通りから番組の生放送が行われる様子を観覧することができた。
その後、新たに建設されたCBC放送センター（CBC本社の南側）が1998年11月に稼働を開始したことにより、番組終了直前の最後の5か月間はこの番組のスタジオも新社屋Bスタジオへと移転した。フロントスタジオの跡地は現在、「CBCスタジオギャラリー」として絵画等の展示スペースに使われている。

## 出演者
小堀は地方局の一アナウンサーではあるが、ラジオ番組を担当していた当時から培ってきた芸能界（特に音楽界）の人脈が広く、特にTHE ALFEE、小室等、南こうせつなどのフォーク・ニューミュージック系のアーティストたちとの親交は深い。
小堀は報道記者経験があったため、番組の生放送中に入ってきた緊急ニュースに対してもしっかりと対応していた。いじめによる若者の自殺が社会問題になった時期には司会につボイノリオを加え、放送時間の1時間全てを討論会にしたりと、上記のコンセプトのように硬軟両方を兼ね備えた番組作りだった。
その他のレギュラー陣には、前期は全国区で活躍する女性タレントや東海3県では馴染みの深いローカルタレントを多く起用していた。しかし、後期に入ると雨上がり決死隊やペナルティ、海原やすよ・ともこやDonDokoDonといった吉本興業所属のお笑い芸人たちを多く起用するようになり、次第に番組は吉本色・関西色が強くなっていった。

### 司会
- 小堀勝啓（当時CBCアナウンサー） - 前番組『小堀勝啓の時代塾』のキャスターを務めた後、本番組の総合司会に抜擢。以来、1999年に番組が終了するまでの丸9年間メインを務めた。

### アシスタント
『小堀勝啓の時代塾』と『SHINSEN通信』を統合する形でスタートした番組であるため、放送開始当初は月曜から金曜まで全て小堀と平野裕加里が司会を担当していた。それから半年後の1990年10月に河野夏紀（当時CBCアナウンサー）、翌1991年4月からは初の外部タレントとして伊藤智恵理がアシスタント陣に加わり、彼女たちを曜日ごとに交替出演させる方式へ移行。さらに平野が中継コーナー担当を兼務するようになってからは、様々なタレントたちをアシスタントに迎え、曜日ごとに交替出演させる方式へと移行した。ごく稀に、アシスタントがロケコーナーを担当することもあった。河野・中橋は担当当時CBCアナウンサー。
- 青木裕子
- 穴井夕子
- 五十嵐りさ
- 伊藤智恵理
- 井原由希
- 江川有未
- 大石まゆみ
- 太田有美
- 奥山佳恵
- 加藤貴子

- 加藤紀子
- 菊池あゆみ
- 木内あきら
- 河野夏紀
- 酒井彩名
- 武内由紀子
- 遠野舞子
- 中橋かおり
- 西崎ひろ子
- 西野妙子

- 羽田惠理香
- 林あさ美
- 原田さとみ
- 平野裕加里
- 前田つばさ
- 松丸祐子
- 三宅えみ
- 村田和美
- 優香
- 吉野里亜

### レギュラーロケコーナー担当
以下は、番組の序盤に行われていたレギュラーロケコーナーの担当者である。出演期間途中に担当曜日が変わる者も多かった。
- 戸井康成（月曜・水曜） - 「噂のトライアングル」や「悲惨です大賞」などを担当。戸井単独のロケコーナー以外では渡辺美香と組むことが多かった。
- 雨上がり決死隊（月曜） - 土曜深夜に放送されていた姉妹番組『ミックスパイ+』の総合司会も兼任していた。
- 秋山おさむ（月曜）
- 稲積ますみ（月曜）
- 吉野里亜（火曜） - レギュラーロケコーナー担当時代、グルメコーナーの「おっかけくいしんぼ」を担当していた。
- 林佳奈子（火曜） - 「佳奈子の満点厨房」を担当。
- 山田麻琴（火曜） - 「味処 山田屋本店」を担当。
- 海原やすよ・ともこ（火曜）
- 柳川薫（水曜） - 「さきっぽ通信」や「柳川薫 女のみち」などを担当。
- 藤田陽子（木曜） - 「ハエ取り棒」や「源流シリーズ」などを担当。
- ペナルティ（木曜）
- 森淑江（木曜）
- 宮本忠博（金曜） - 後述の大石邦彦と組むことが多かった。
- 原元美紀（金曜）
- MORI MOMO（金曜） - レギュラーロケコーナー担当になってからは、藪下とともに「実験隊」を担当していた。
- 藪下貴子（金曜） - MORI MOMOとともに「実験隊」を担当。
- DonDokoDon（金曜）
- 山田花子
- 塚田真美

### 特集コーナー担当
以下は、番組の中盤ないしは終盤に行われていた特集コーナー（単発ロケコーナー）の担当者である。
- 鉄崎幹人（火曜） - 土曜深夜に放送されていた姉妹番組『濃縮版!ミックスパイあげます』の総合司会も兼任していた。
- チャッピー（火曜） - 鉄崎とのコンビで出演。
- 小原節子（火曜） - 鉄崎とのコンビで出演。
- 吉野里亜（水曜） - 特集コーナー担当になってからは、下記の藤谷・小野・風間らとともに「4人娘」というカルテットを組んで出演していた。
- 藤谷洋子（水曜）
- 小野ユキ（水曜）
- 風間みどり（水曜）
- 畠山幸子 - 鉄崎とのコンビで出演。
- 花井草苗 - 鉄崎とのコンビで出演。

### 中継コーナー担当
以下は、番組の中盤ないしは終盤に行われていた中継コーナーの担当者である。
- 古木淑恵（毎日） - 放送初期の出演者で、18:30から放送される『CBCニュースワイド』の内容をCBCニュースセンターからの中継で伝えていた。他の曜日や古木の後継の女性キャスターも同コーナーを担当していた。
- 平野裕加里 - アシスタントと兼務で中継コーナー担当になってからは、「TASOGAREのイントロ娘」や「ゆかり&ボビーのSuper Lucky Receipt」などを担当していた。途中でCBCを退社しフリーアナウンサーに転身後も終了まで出演を続けた。
- 河野夏紀 - アシスタントと兼務で「Nakkyの勘勘天国」を担当してい
- MORI MOMO - 中継コーナー担当時代、「MORI MOMOのオレたち!極楽ブラザーズ」を担当していた。
- 戸井康成 - 羽田惠理香が火曜のアシスタントを務めていた頃、「決定!!高校生雑学王」のコーナーを担当していた。
- 原元美紀 - 同じく羽田惠理香が火曜のアシスタントを務めていた頃、戸井とともに「決定!!高校生雑学王」を担当していた。
- 重盛啓之 - 放送初期の出演者で、「夕陽のバーゲン野郎」を担当していた。カウボーイ姿で、同コーナー冒頭では毎回被っている帽子を投げ飛ばしていた。『CBCニュースワイド』のキャスター就任に伴い降板。コーナー最終回では、彼がどこかへ旅立つシーンで締めくくられた。
- 高田寛之 - 1994年3月からの出演者で、「夕陽のバーゲン野郎」の後継コーナー「それいけ!バーゲンくん」を担当していた。同コーナー出演時にはシルクハットを被り、赤いスーツを着ていた。
- 大石邦彦 - 「それいけ!バーゲンくん」の後継コーナー「赤札小僧参上!」を担当。同コーナー出演時には赤い半被を着ていた。このコーナー以降、現在の『チャント!』に至るまで同局の夕方の番組に途切れなく出演し続けている[注釈 3]。
- 角田美保 - 「Doki Doki 宝島」を担当。
- ボビー宇野 - 平野裕加里とともに「ゆかり&ボビーのスーパーラッキーレシート」を担当。
- 陣内智則 - 「スーパーラッキーレシート」が終了した後に平野裕加里とコンビを組み、同様のコーナーを担当していた。
- COWCOW - ナディアパークからの中継コーナーを担当。
- 雨上がり決死隊 - 当初は主に収録ロケコーナーを担当していたが、放送末期では中継コーナーも担当していた。

### 気象情報コーナー担当
以下は、エンディング前のパートで毎回行われていた気象情報コーナーの担当者である。初代担当者の今泉圭子と最終担当者の多森成子を除き、全て一般からの応募者の中から選ばれていた。また、番組内でもお天気お姉さん募集の告知が行われていた。前任の近藤がいわゆるできちゃった結婚で突然番組を引退することになり、再度一般からの応募者を募る余裕が無かったため、急遽プロのナレーターの卵である多森に決まったという。気象情報コーナーは原則、当日の中継コーナー（後述）と同じ場所から伝えていた。
- 今泉佳子 - 1990年10月から1993年3月まで（初期半年の担当者は不明）の初代担当者。愛称「ケティー」。
- 川合久美子 - 1993年3月から1994年9月までの2代目担当者。愛称「久美ちゃん」。
- 梅村ゆかり - 1994年10月から1996年9月までの3代目担当者。愛称「梅ちゃん」。
- 近藤麻紀 - 1996年9月から1998年3月までの4代目担当者。愛称「麻紀ちゃん」。
- 多森成子 - 1998年3月から番組終了までの5代目担当者。愛称「たもちゃん」。後に気象予報士として活動するようになる。なお、この番組に出演していた当時はまだ、歴代の担当者たちと同様に、気象予報士の資格は有していなかった。
- ほか

### その他の主な出演者
- ローリー・ファイン - 放送初期の出演者で、「ローリーのカウチポテトENGLISH」を担当していた。

### マスコットキャラクター
- パイ坊や - この番組のマスコットキャラクターで、パイ生地のような大きな円盤状の頭を持つ。番組のオープニングCGに登場していたほか、中継コーナーではこのキャラクターの着ぐるみが東海3県各地の町に繰り出していた。

## コーナー

### レギュラーロケコーナー
佳奈子の満点厨房（まんてんキッチン）
林佳奈子が東海3県各地の料理店を訪ね、その店の隠れた逸品メニューをリポートしていたコーナー。
味処 山田屋本店
山田麻琴が東海3県各地のグルメ情報を紹介していたコーナー。上記「佳奈子の満点厨房」と同種のコーナーであるが、こちらは「大食い選手権統一王座決定戦」などのバラエティ企画を実施することもあった。
柳川薫 女のみち
柳川薫が様々な業界で活躍するキャリアウーマンや主婦サークルなどに密着取材し、その中で得たことを一言にまとめてスタジオで発表していたコーナー。コーナー冒頭で毎回放送されていたオープニング映像は、コーナー名を意識してか演歌のプロモーションビデオ風に仕立てられていた。
噂のトライアングル
戸井康成が東海3県各地で噂になっている名アイテム・珍アイテムの存在を検証すべく、直接その噂の出所まで取材をしに行っていたコーナー。このコーナーで戸井が取材したアイテムに「虫入りキャンディ」「萬古焼のギター」「日本一小さい車」などがある。
お願いかなえましょう
上記「噂のトライアングル」の終了後にスタートしたコーナーで、戸井が番組宛てに届いた視聴者からの様々な依頼に応えるべく、直接その者たちが住む場所まで行って手伝いをしていた。なお、コーナーのラストで毎回表示していた依頼者募集の要項では、係名が「戸井にお願い」や「戸井の新企画」などと表記されていた。
悲惨です大賞
戸井康成と鉄崎幹人と宮本忠博が自分の愛車をゴールにPK合戦をするなどの体を張った企画で対決しあっていたコーナー。このコーナーでは普通の「大賞」とは逆で、総合成績が最下位だった者が「悲惨です大賞」とされ、罰ゲームを受けていた。このほか、女性リポーターによる「女の悲惨です大賞」という企画を実施することもあった。
実験隊
MORI MOMOと藪下貴子が視聴者からの様々な疑問解決依頼に応えるべく、黒の全身タイツ姿になって体を張って実験していたコーナー。当時水曜のアシスタントだった優香も1度だけこのコーナーに参加したことがある。
なんへ調査団
宮本忠博と原元美紀が視聴者からの調査依頼があった世の中の変なものや気になるものなどを調査するコーナー。このコーナーに採用されたハガキの投稿者には、CBCのロゴ入り腕時計を進呈していた。このコーナーでは当時CBCテレビの放送開始・終了時の映像で使用したイラストを手掛けた絵本作家の渡辺有一の自宅を訪ね、原画を発見している。

### スタジオコーナー
小堀勝啓的世界 Koboric World
小堀勝啓とアシスタントがその日のゲストとともにトークをしていたコーナー。小堀はこのコーナーで、番組の生放送中にゲストが宣伝したい事柄を上手く汲みながらトークを進めていた。ゲストが2組いた場合にはトークがバッティングしないよう、コーナーを2つに分割した上で行っていた。
ローリーのカウチポテトENGLISH
ローリー・ファインが字幕付き洋画ビデオの宣伝をしていたコーナーで、紹介作品内に登場する日常英会話の1センテンスも併せて紹介していた。ローリーはコーナーの進行内容に合わせて英語と日本語を使い分けていた。
夕食チャンス 晩ごはんはナ〜ニ?
スタジオ出演者たちが毎回1人の挑戦者の下へ電話を繋ぎ、全国共通すし券を賭けたゲームを行っていたコーナー。このゲームは、スタジオセットに置かれた3つの銀食器の中から1つを挑戦者に選ばせ、選んだ中から出てきたボールに書かれている食事のジャンルと、挑戦者が作っている夕食のジャンルが一致していればすし券を進呈するというものだった。ジャンルは「和（和食）」「洋（洋食）」「中（中華）」の3種類。
夕食ダーツ
上記「夕食チャンス」の後継コーナー。挑戦者に今晩作っている夕食のジャンル以外の中から1ジャンルを選ばせた後、スタジオ出演者のいずれかがスタジオセットの回転するダーツ盤にダーツを投げ、挑戦者が作っている夕食と同じジャンルの的か、先に指定していたジャンルの的のいずれかに当たっていればすし券を進呈していた。
モザイクDON!
その日のワイドショーで注目を集めた有名人の写真にモザイク処理を施した映像をCM前に流し、挑戦者が電話でその有名人の名前を言い当てるコーナー。正解者には賞金をプレゼントしていた。
写真館
CMの前に視聴者から募集した子供たちの写真を放送する。
ニュースコーナー
『CBCニュースワイド』の女性キャスターがCBC会館3階のニュースセンター→新社屋Aスタジオからニュース数項目とその日の『ニュースワイド』で予定している放送内容を伝えるもの。

### 中継コーナー
TASOGAREのイントロ娘
平野裕加里が中継先の商店街や大学構内などにいる一般人たちを集め、彼らにイントロクイズを出題していたコーナー。このクイズで挑戦者たちが正答した数によって視聴者プレゼントの内容を決めていた。これとは別に挑戦者には3問目まで正解すると番組ロゴ入りのシステム手帳（ノベルティとしてFAXなどの投稿者にもプレゼントしていた）やCDプレーヤーなど、4問目に正解するとウォッチマンの商品、歌手名・曲名・歌いだしのフレーズを条件に5問目を正解すると海外旅行が獲得できた。コーナー冒頭では、毎回平野がリコーダーを吹きながら中継カメラの前に現れていた。
夕陽のバーゲン野郎→帰ってきた夕陽のバーゲン野郎→元祖夕陽のバーゲン野郎 / それいけ!バーゲンくん / 赤札小僧参上!
重盛啓之ほか歴代のリポーターたちが東海3県各地の店を訪れ、そこの店主や従業員たちを相手に対象商品の値引きを賭けて早押しクイズで対決していたコーナー。クイズは3択クイズで、お題は全て当日の中日新聞に掲載された記事から出題。回答をする際の道具にはいわゆる早押し機ではなく、様々な楽器を使用していた。リポーターに先に答えられてしまうと、店主は対象商品を5%ずつ値引き（入場券や食事券の場合は視聴者プレゼントの人・組数）しなければならないというルールで行われていた。なお、「バーゲン野郎」は「帰ってきたー」と「元祖ー」の間に中断期間がある。
Nakkyの勘々天国
河野夏紀が中継先に集まった挑戦者たちを相手に海外旅行の権利獲得を賭けて勝ち残り方式のクイズで対決していたコーナー。コーナー前半では設定数よりも上か下かで答えるサドンデス方式の2択クイズを、最終問題では近似値で答える形式のクイズを出題。シンキングタイム中は、ダンスチーム「カンカンダンサーズ」の踊りが見られた。
MORI MOMOのオレたち!極楽ブラザーズ
MORI MOMOの2人が中継先にいる一般人たちを相手に「1・2・3・4 第6感」というゲームを行っていたコーナー。挑戦者たちが中継先に設置されたボードにあるパネル12枚の中から現金が貰える当たりパネル6枚を勘で言い当てていく。さらに、挑戦者たちがパネル12枚のどこでハズレのパイ坊やパネルを引くかを視聴者がハガキで言い当てる現金獲得予想クイズや、挑戦者たちが獲得したのと同額の賞金を視聴者プレゼントにする企画も実施していた。挑戦者が学生だった場合には、現金の代わりに図書券を進呈していた。
決定!!高校生雑学王
夏に数回だけ行われた高校生3名×3組対抗の早押しクイズ大会で、第1回開催時には戸井康成と原元美紀が司会を務めた。挑戦者が次に出題されるクイズのジャンルと正答時に得られる点数が書かれたパネル16枚の中から1枚を指定した後、担当者がそれをめくってクイズを出題した。最終的に合計得点が最も多かったチームが勝者となった。
Doki Doki 宝島
上記「MORI MOMOのオレたち!極楽ブラザーズ」の後継コーナーで、こちらは神経衰弱ゲームを行っていた。中継先の一般人とスタジオの「小堀勝啓的世界 Koboric World」のゲストの対決制で、『新婚さんいらっしゃい!』（ABCテレビ）の「ペアマッチ」の要領で4×4の16マスのパネルで同じ絵柄の商品を選べばその商品を進呈される。ただし、スタジオゲストの獲得した商品は視聴者プレゼントになった。選ぶチャンスは4回で、仮にゲームオーバーになった場合でも、特別にウォッチマンの商品を進呈していた。商品は8種あり、その中には「月間賞」として海外旅行もあった。
ゆかり&ボビーのSuper Lucky Receipt 〜今夜のおかずはタ〜ダだよ!〜
平野裕加里とボビーが中継先のスーパーマーケットにいる買い物客たちを相手にゲームを行っていたコーナー。ゲームの内容は買い物客たちにレシートをあらかじめ入れておいた箱の中から1枚を引かせるというもので、引いたレシートに書かれている分の代金が現金でキャッシュバックされた。さらに、引いたレシートに書かれている品物を買っていた場合にはキャッシュバックされる現金が2倍増もしくは5倍増になった。2倍コースはレシートの品物と同種の品物を買っていることを、5倍コースは具体的な商品名まで一致していることを条件とした。
その他の中継コーナー
放送末期には、番組の冒頭で提示したテーマに該当する人物を当時完成したばかりのナディアパークの前に集め、そこに集まった一般人たちと中継を結んでトークをするというコーナーを実施していた。

## テーマ曲
エンディングテーマに関してはいくつかの例のみを挙げている。頻繁に変更されており、記載した以外にも多数ある。

### オープニングテーマ
- EAST SIDE （本多俊之）

番組開始から終了まで一貫して使われ続けた。

### エンディングテーマ
- ウェルカム（小森田実）
- FOR YOU （詩子）
- 恋はHave a nice day （峠恵子）
- 恋はア・ラ・カルト（ICE BOX BABY）
- 嵐の中で輝いて（米倉千尋）
- 愛してるって言って（斎藤誠）

## 最終回
最終回のラストのパートでは、まず井上陽水奥田民生の曲「ありがとう」に乗せながら視聴者から寄せられたレギュラー陣の似顔絵を20枚あまり映した。そして、小堀とレギュラー陣が待機するスタジオの映像に切り替えられた後、彼らが一言ずつコメントを述べた。その後、小堀がレギュラー陣に「ラジオデイズ（ミックスパイの終了後にスタートすることが決まっていた同局のラジオ番組）に参加する人!」と問いかけ、挙手することを促した。小堀が視聴者への最後の挨拶をした後、画面に提供スーパーが表示される中でレギュラー陣が小堀を胴上げしながら番組は終了した。

## 関連書籍
- 1万円の旅：ミックスパイください（1991年12月25日、著者：中部日本放送報道局社会情報部、出版社：六法出版社、ISBN 4-89770-264-X） - 同年12月1日発売。

## 関連番組
- 濃縮版!ミックスパイあげます
- ミックスパイ+